# Liste des gouverneurs du Colorado
Le gouverneur du Colorado (en anglais : Governor of Colorado) est le chef de la branche exécutive du gouvernement de l'État américain du Colorado.

## Liste

### Territoire du Colorado

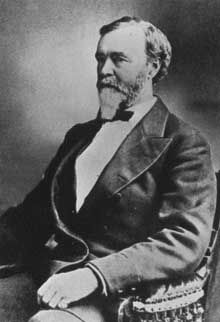
William Gilpin
Premier gouverneur (officiel) du territoire du Colorado.

| Nom                                                | Début du mandat | Fin du mandat   | Parti | Parti       |
| -------------------------------------------------- | --------------- | --------------- | ----- | ----------- |
| Robert W. Steele (non reconnu par le gouvernement) | 7 novembre 1859 | 28 février 1861 |       | Démocrate   |
| William Gilpin                                     | 28 février 1861 | 31 janvier 1862 |       | Républicain |
| John Evans                                         | 31 janvier 1862 | 17 octobre 1865 |       | Républicain |
| Alexander Cummings                                 | 17 octobre 1865 | 24 avril 1867   |       | Républicain |
| Alexander Cameron Hunt                             | 1867            | 14 juin 1869    |       | Républicain |
| Edward Moody McCook                                | 14 juin 1869    | 4 avril 1873    |       | Républicain |
| Samuel Hitt Elbert                                 | 4 avril 1873    | 19 juin 1874    |       | Républicain |
| Edward Moody McCook                                | 19 juin 1874    | 29 mars 1875    |       | Républicain |
| John Long Routt                                    | 29 mars 1875    | 1876            |       | Républicain |

### État du Colorado
| Nom                          | Début du mandat | Fin du mandat   | Parti | Parti       |
| ---------------------------- | --------------- | --------------- | ----- | ----------- |
| John Long Routt              | 1876            | 14 janvier 1879 |       | Républicain |
| Frederick Walker Pitkin      | 14 janvier 1879 | 9 janvier 1883  |       | Républicain |
| James Benton Grant           | 9 janvier 1883  | 13 janvier 1885 |       | Démocrate   |
| Benjamin Harrison Eaton      | 13 janvier 1885 | 11 janvier 1887 |       | Républicain |
| Alva Adams                   | 11 janvier 1887 | 8 janvier 1889  |       | Démocrate   |
| Job Adams Cooper             | 8 janvier 1889  | 13 janvier 1891 |       | Républicain |
| John Long Routt              | 13 janvier 1891 | 10 janvier 1893 |       | Républicain |
| Davis Hanson Waite           | 10 janvier 1893 | 8 janvier 1895  |       | Populiste   |
| Albert Washington McIntire   | 8 janvier 1895  | 12 janvier 1897 |       | Républicain |
| Alva Adams                   | 12 janvier 1897 | 10 janvier 1899 |       | Démocrate   |
| Charles Spalding Thomas      | 10 janvier 1899 | 8 janvier 1901  |       | Démocrate   |
| James Bradley Orman          | 8 janvier 1901  | 13 janvier 1903 |       | Démocrate   |
| James Hamilton Peabody       | 13 janvier 1903 | 10 janvier 1905 |       | Républicain |
| Alva Adams                   | 10 janvier 1905 | 16 mars 1905    |       | Démocrate   |
| James Hamilton Peabody       | 16 mars 1905    | 17 mars 1905    |       | Républicain |
| Jesse Fuller McDonald        | 17 mars 1905    | 8 janvier 1907  |       | Républicain |
| Henry Augustus Buchtel       | 8 janvier 1907  | 12 janvier 1909 |       | Républicain |
| John Franklin Shafroth       | 12 janvier 1909 | 14 janvier 1913 |       | Démocrate   |
| Elias Milton Ammons          | 14 janvier 1913 | 12 janvier 1915 |       | Démocrate   |
| George Alfred Carlson        | 12 janvier 1915 | 9 janvier 1917  |       | Républicain |
| Julius Caldeen Gunter        | 9 janvier 1917  | 14 janvier 1919 |       | Démocrate   |
| Oliver Henry Shoup           | 14 janvier 1919 | 9 janvier 1923  |       | Républicain |
| William Ellery Sweet         | 9 janvier 1923  | 13 janvier 1925 |       | Démocrate   |
| Clarence Joseph Morley       | 13 janvier 1925 | 11 janvier 1927 |       | Républicain |
| William Herbert Adams        | 11 janvier 1927 | 10 janvier 1933 |       | Démocrate   |
| Edwin Carl Johnson           | 10 janvier 1933 | 3 janvier 1937  |       | Démocrate   |
| Ray Herbert Talbot (interim) | 2 janvier 1937  | 12 janvier 1937 |       | Démocrate   |
| Teller Ammons                | 12 janvier 1937 | 10 janvier 1939 |       | Démocrate   |
| Ralph Lawrence Carr          | 10 janvier 1939 | 12 janvier 1943 |       | Républicain |
| John Charles Vivian          | 12 janvier 1943 | 14 janvier 1947 |       | Républicain |
| William Lee Knous            | 14 janvier 1947 | 15 avril 1950   |       | Démocrate   |
| Walter Walford Johnson       | 15 avril 1950   | 9 janvier 1951  |       | Démocrate   |
| Dan Thornton                 | 9 janvier 1951  | 11 janvier 1955 |       | Républicain |
| Edwin Carl Johnson           | 11 janvier 1955 | 8 janvier 1957  |       | Démocrate   |
| Stephen McNichols            | 8 janvier 1957  | 8 janvier 1963  |       | Démocrate   |
| John Arthur Love             | 8 janvier 1963  | 16 juillet 1973 |       | Républicain |
| John David Vanderhoof        | 16 juillet 1973 | 14 janvier 1975 |       | Républicain |
| Richard Douglas Lamm         | 14 janvier 1975 | 13 janvier 1987 |       | Démocrate   |
| Roy Romer                    | 13 janvier 1987 | 12 janvier 1999 |       | Démocrate   |
| William F. Owens             | 12 janvier 1999 | 9 janvier 2007  |       | Républicain |
| Bill Ritter                  | 9 janvier 2007  | 11 janvier 2011 |       | Démocrate   |
| John Hickenlooper            | 11 janvier 2011 | 8 janvier 2019  |       | Démocrate   |
| Jared Polis                  | 8 janvier 2019  | en cours        |       | Démocrate   |